# Mideopsis americana
Mideopsis americana är en kvalsterart som beskrevs av Marshall 1940. Mideopsis americana ingår i släktet Mideopsis och familjen Mideopsidae. Inga underarter finns listade i Catalogue of Life.